# Capitán Figarí Lambaré
Club Capitán Figarí – paragwajski klub piłkarski z siedzibą w mieście Lambaré w dzielnicy Valle Apu´a.

## Osiągnięcia
- Mistrz drugiej ligi paragwajskiej: 1978
- Mistrz trzeciej ligi paragwajskiej: 1977

## Historia
Klub założony został 1 marca 1931 roku i obecnie występuje w czwartej lidze paragwajskiej Segunda de Ascenso.